# Syndrome de la goyave de France

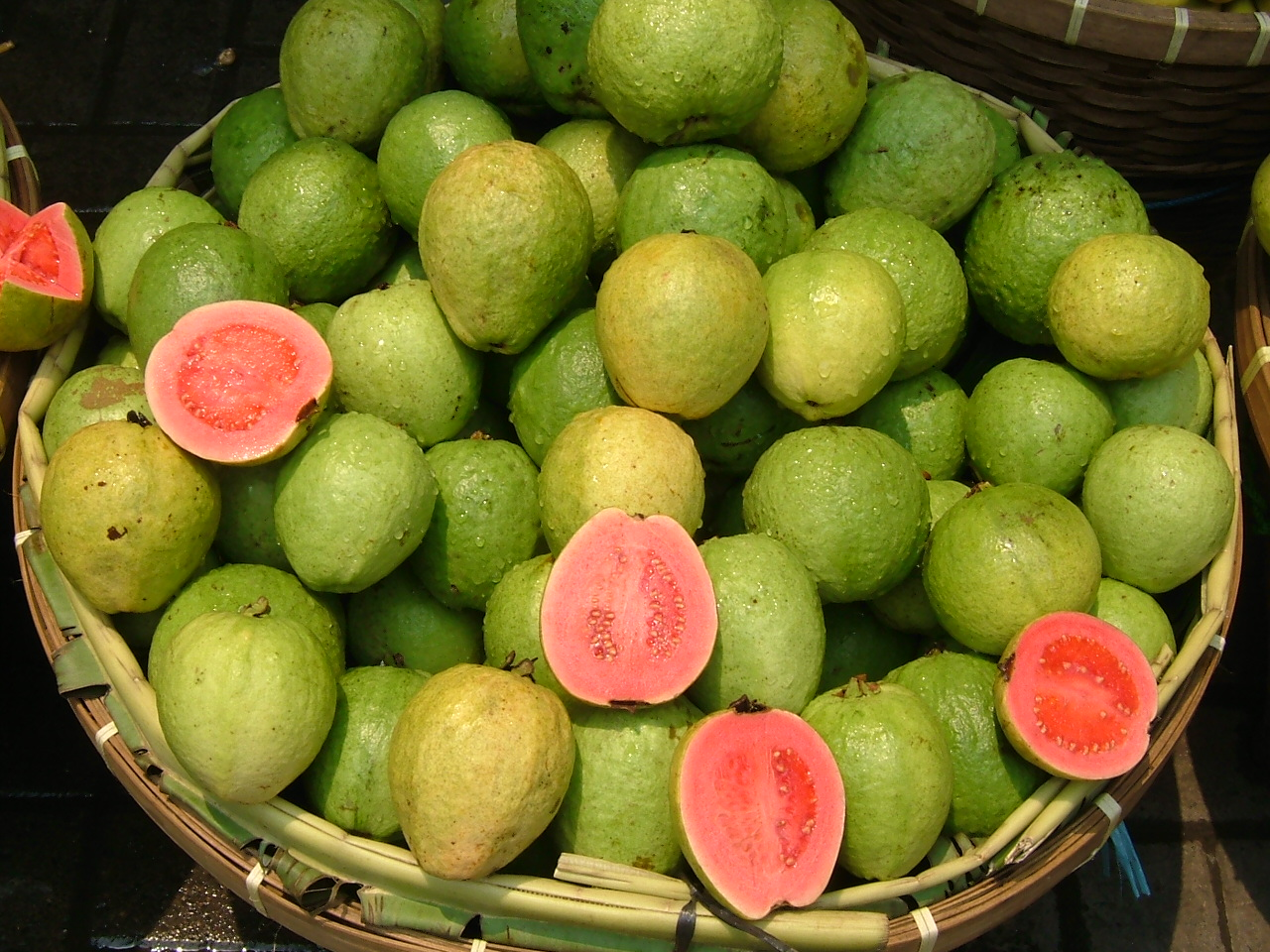
Des goyaves en vente sur un marché indonésien.

Syndrome de la goyave de France est le nom donné par ses critiques à la préférence aveugle qu'accordent presque systématiquement certains décideurs de l'île de La Réunion aux personnes, produits et idées provenant de France métropolitaine, au détriment des autochtones.

## Origine
Avant que les quelques indépendantistes de La Réunion ne récupèrent cette expression pour la réduire strictement à un sens politique, c'est surtout l'humoriste Johnny Guichard qui a popularisé cette formulation dans l'un de ses sketchs : avant l'époque du consumérisme débridé où les ruptures de stock succédaient aux arrivages du fret, il se moquait déjà du snobisme à l'égard des produits d'importation métropolitaine et de la maladresse dans l'aspiration des Réunionnais à vouloir rattraper le niveau de vie métropolitain.

## Définition
Humoristique à l'origine, cette locution est désormais surtout employée pour dénoncer certains choix faits en matière économique, en particulier sur le marché du travail, lorsqu'un Français métropolitain ou apparenté (Zoreille)  semble avoir été indûment privilégié, au terme d'un processus d'embauche qui le mettait en concurrence avec des natifs du département d'outre-mer français de l'océan Indien, ou d'individus considérés comme tels. Factuellement, on a constaté, en effet, que la plupart des grands groupes économiques réunionnais, filiales des groupes de métropole, comme Lafarge, Canal Plus, SFR, Orange, la BNP, Carrefour, pour n'en citer que quelques-uns, ont comme cadres, pour l'immense majorité, des Français métropolitains (Zoreys), ce qui accentue le malaise d'une jeunesse pourtant de plus en plus formée, et à l’extérieur qui plus est. 
L'expression sert donc à ses promoteurs dans le cadre du vaste débat politique concernant l'établissement d'une préférence régionale, car elle permet d'évoquer sans le citer directement un certain néocolonialisme.